# Manogea gaira
Manogea gaira là một loài nhện trong họ Araneidae.
Loài này thuộc chi Manogea. Manogea gaira được Herbert Walter Levi miêu tả năm 1997.